# Masclisme

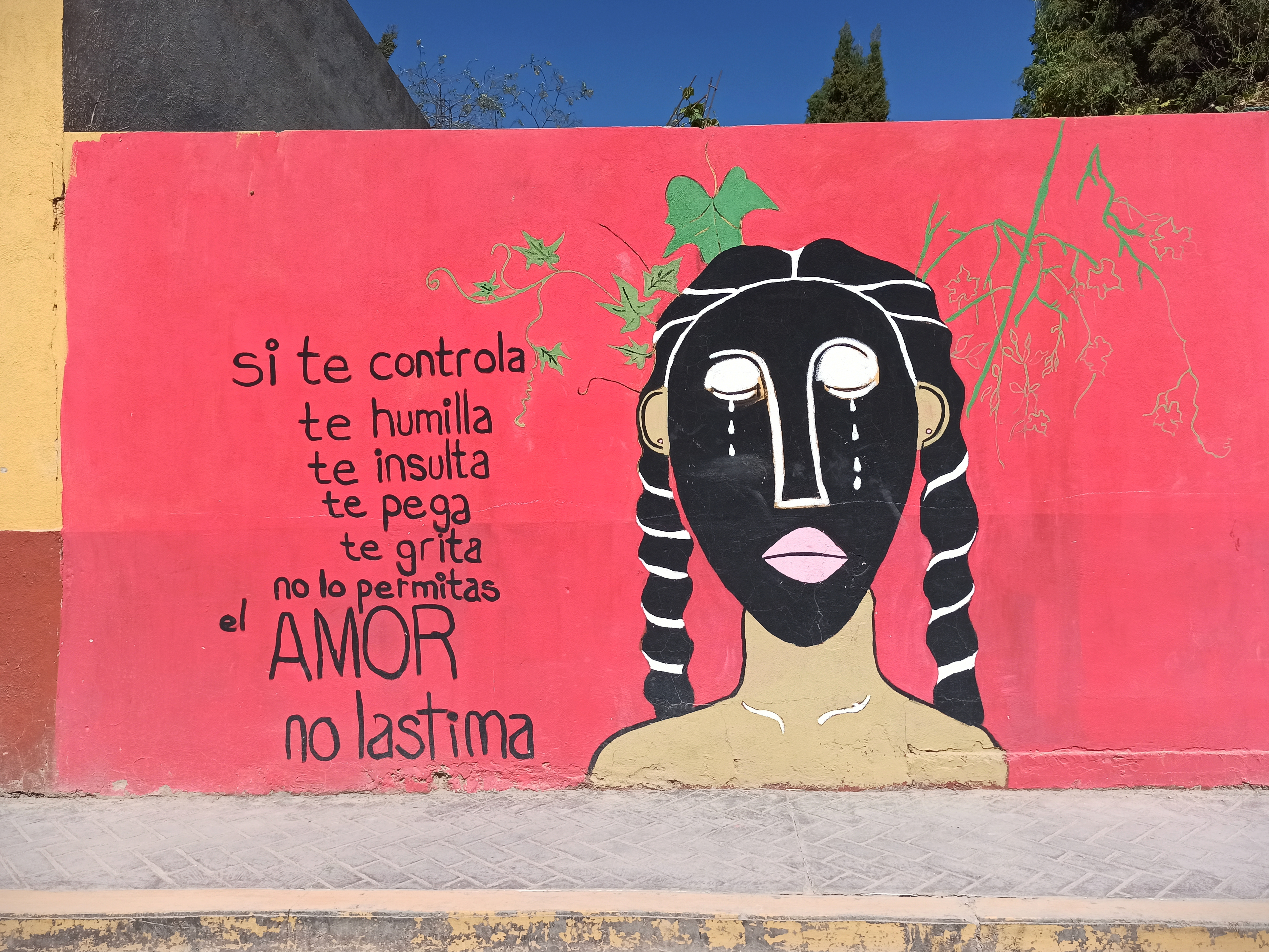
Mural contra la violència de gènere

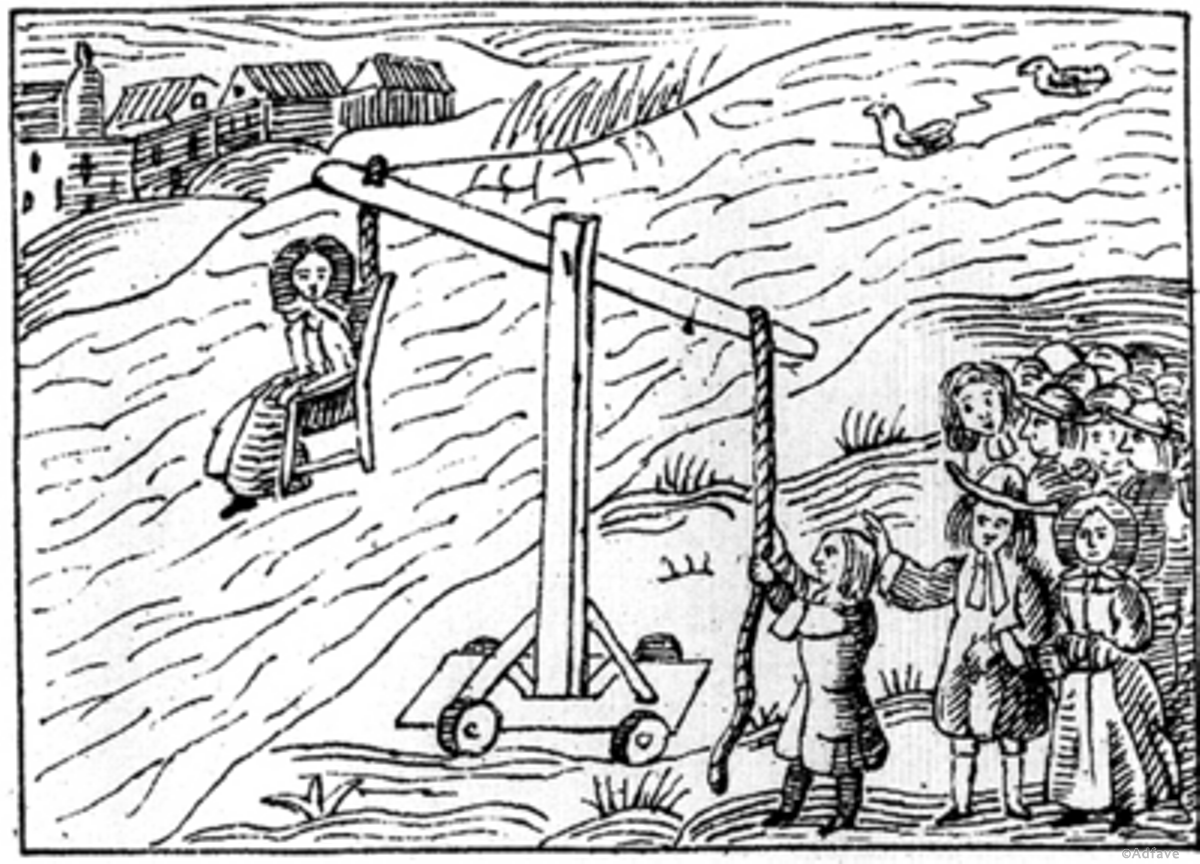
El masclisme veu el món des d'una mirada masculina i no considera a les dones, o bé les considera l'excepció o inferiors o un complement per a fer més agradable la vida de l'home.

El masclisme és el conjunt d'idees, actituds i pràctiques basades en una atribució cultural apresa de superioritat de l'home, com a mascle, sobre la dona. Aquesta ideologia fonamenta un tipus de masculinitat que autoritza i justifica actituds i accions agressives, controladores i subordinants d’alguns homes contra dones i nenes.
En general, a tot el món hi ha masclisme. Una persona amb idees, actituds o comportaments masclistes és masclista. Un home, generalment cisgènere, que se sent còmode amb les seves idees masclistes, consideri ell que ho són o no, i no té cap intenció de revisar-les, és un masclista (o mascliste).
L'antònim de "masclisme" no és feminisme (dona diferent, però amb el mateix valor -ni superior ni inferior- que l'home), si existís a la pràctica seria "femellisme" (dona superior a l'home). Pel postfeminisme, els feminismes de la diferència i els estudis de gènere, tothom té el mateix valor i els mateixos drets, sent cada persona com vulgui, sense haver d'entrar forçosament en estereotips ni binarisme de gènere.

## Etimologia
"Masclisme" prové de "mascle".

## Ideologia

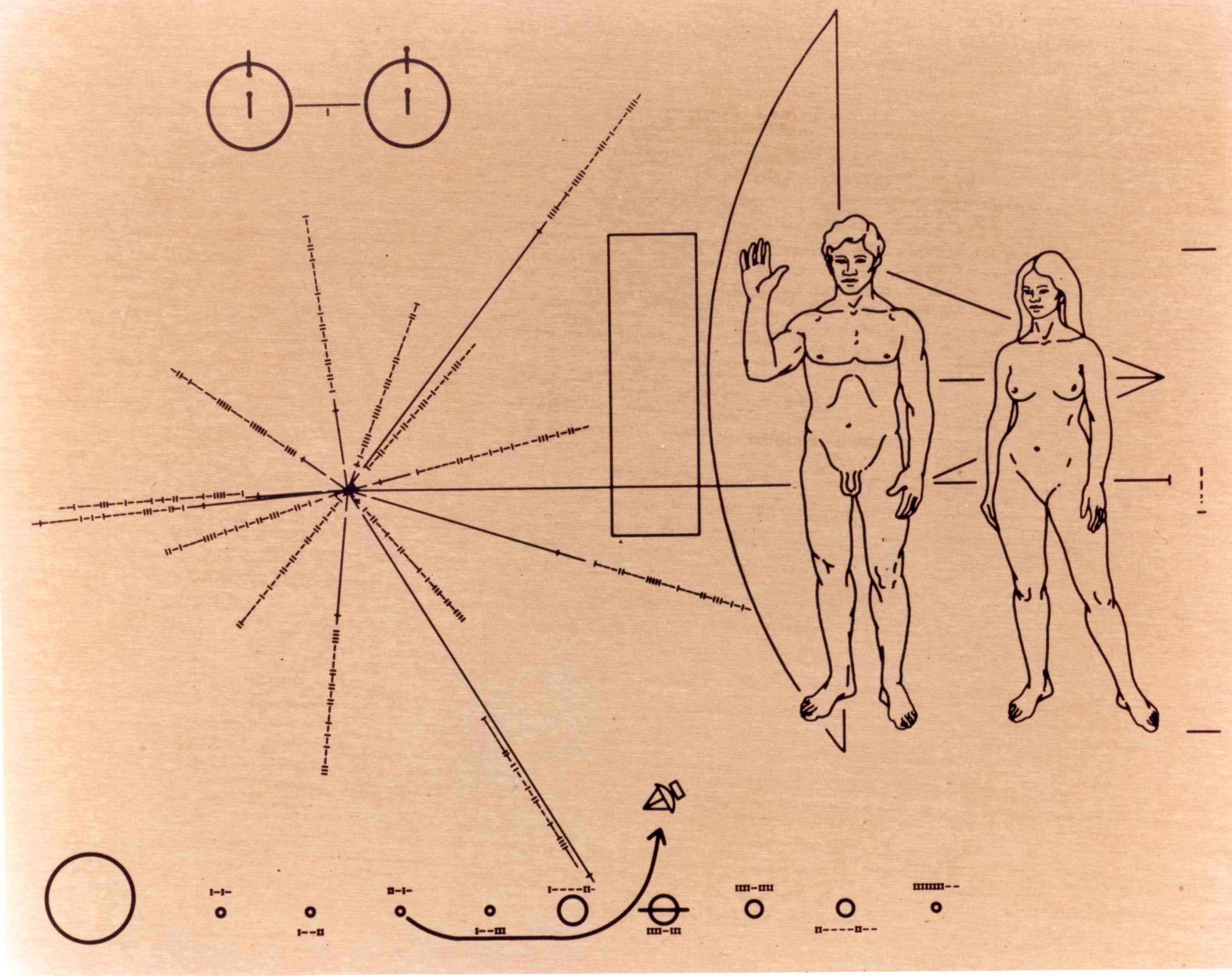
Placa de la sonda Pioneer 10 mostrant l'home actiu, mirant al front i saludant, mentre la dona, més endarrerida o més petita, el mira.

La paraula "masclisme" es va crear per a designar qualsevol tipus d'opinió, disposició o pràctica que diferencia de manera negativa el fet de ser dona. No arremet únicament sobre les dones sinó també als homes que pels seus gustos, manera de ser o de fer no compleixen les normes i comportaments hegemònics suposadament adscrits als "homes" o a la "masculinitat" estàndard (rol masculí) d'una comunitat o societat.
La mirada masculina és la presentació de la perspectiva masculina com a única existent i vàlida. El masclisme inclou també la repartició de poder, que defineix valors diferents a diferents persones (vegeu jerarquia) i a la que uns estan per sobre de la resta. Així, el masclisme indica el que cal ser, sentir, pensar i fer per no baixar esglaons a la piràmide del poder. El poder, públic o privat, de l'home sobre la dona és el "patriarcat".
Com actitud el masclisme designa una idea particular de la virilitat i els rols de gènere: la masculinitat. La masculinitat tòxica és el conjunt d'actituds construïdes socialment que exigeixen que els homes siguin violents, poc emotius i sexualment agressius, entre altres estereotips.

## Causes

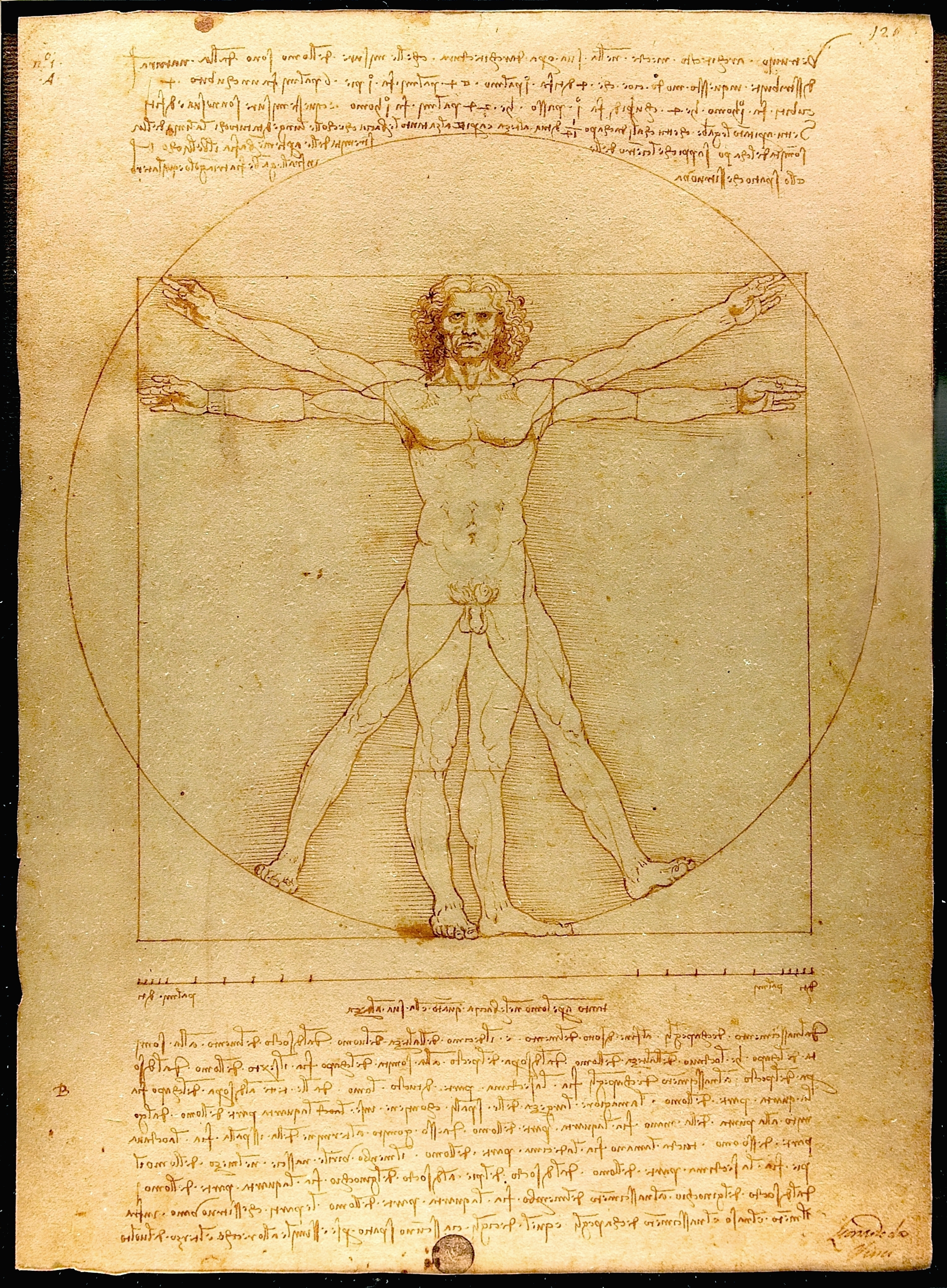
De Protàgores, al, és popular la frase "L'home es la mesura de totes les coses"

El masclisme és a tot arreu, és diferent i es transforma a cada societat a mesura que ho fan els seus valors. Es basa en el patriarcat, que és estructural i transhistòric, fins i tot a la prehistòria hi havia un prepatriarcat matrilineal (però patriarcat al cap i a la fi). Per a molts homes, tota l'obra femenina, obres d'arts plàstiques, escèniques, musicals, literatura, d'enginyeria, científiques, culinàries, socials, d'investigació, de recopilació, etc. són únicament "coses de dones" i no els interessen. D'una manera conscient o inconscient les consideren inferiors. Com a conseqüència es perden o, si es guarda algun document, és per exemple una carta amb relació a una obra masculina o un autor home, que és utilitzada per a estudiar-lo i retre-li homenatge a ell, des d'una perspectiva androcèntrica i masculina. Això forma un cercle viciós en el que s'assumeix la idea que les obres són masculines, coses d'homes, i les femenines són anècdotes o curiositats, entreteniments destinats a dones, sovint estranyes i fora de la normalitat, i, per tant, d'alguna manera, inferiors.
A la societat moderna, industrialitzada i globalitzadora, encara s'accepta i considera el currículum masculí com a universal. A més, en l'actualitat, a Espanya, per exemple, molts joves i no tan joves que han nascut a la democràcia tampoc no es qüestionen la necessitat del feminisme i tenen normalitzats comportaments i expressions lingüístiques masclistes sense adonar-se ni ser conscients que ho són. Poden veure la discriminació positiva com una discriminació i es deixen portar pel màrqueting, la indústria comercial i els mitjans de comunicació. Per exemple, no es plantegen perquè de les víctimes d'una agressió es digui que són "mortes" i no "assassinades", que es posi en relleu si havien o no denunciat abans o que de rebot es parli de les denúncies falses, de l'aspecte físic o personalitat de dones agredides sexualment, o parlar sempre d'un percentatge de dones agredides i mai del mateix percentatge d'homes maltractadors.
De vegades potser que una persona masclista en realitat parli o es comporti així per estar desinformada, desinteressada, alienada, dominada, sotmesa, que li serveixi per mantenir un estatus social entre el seu entorn, que senti que ha de fer el que toca o deixar de fer per pressió social o la por al que diran. En les dones cal tenir en compte la vulnerabilitat de la seva opinió en l'esfera pública (la dona ha de justificar-se sempre, l'home mai; ella no té dispensa, ell sí) i la desqualificació, el menyspreu i l'insult sistemàtic a les que gosin disputar-los espai en escena.
Una causa que cal no menysprear a la societat occidental actual és la misogínia internalitzada, que afavoreix que fins i tot les dones reforcin el masclisme. Aquesta no és sinó l'assumpció involuntària, de manera no conscient, dels missatges masclistes presents en la societat o la cultura.

## Manifestacions
- El patriarcat
  - El soft power masculí

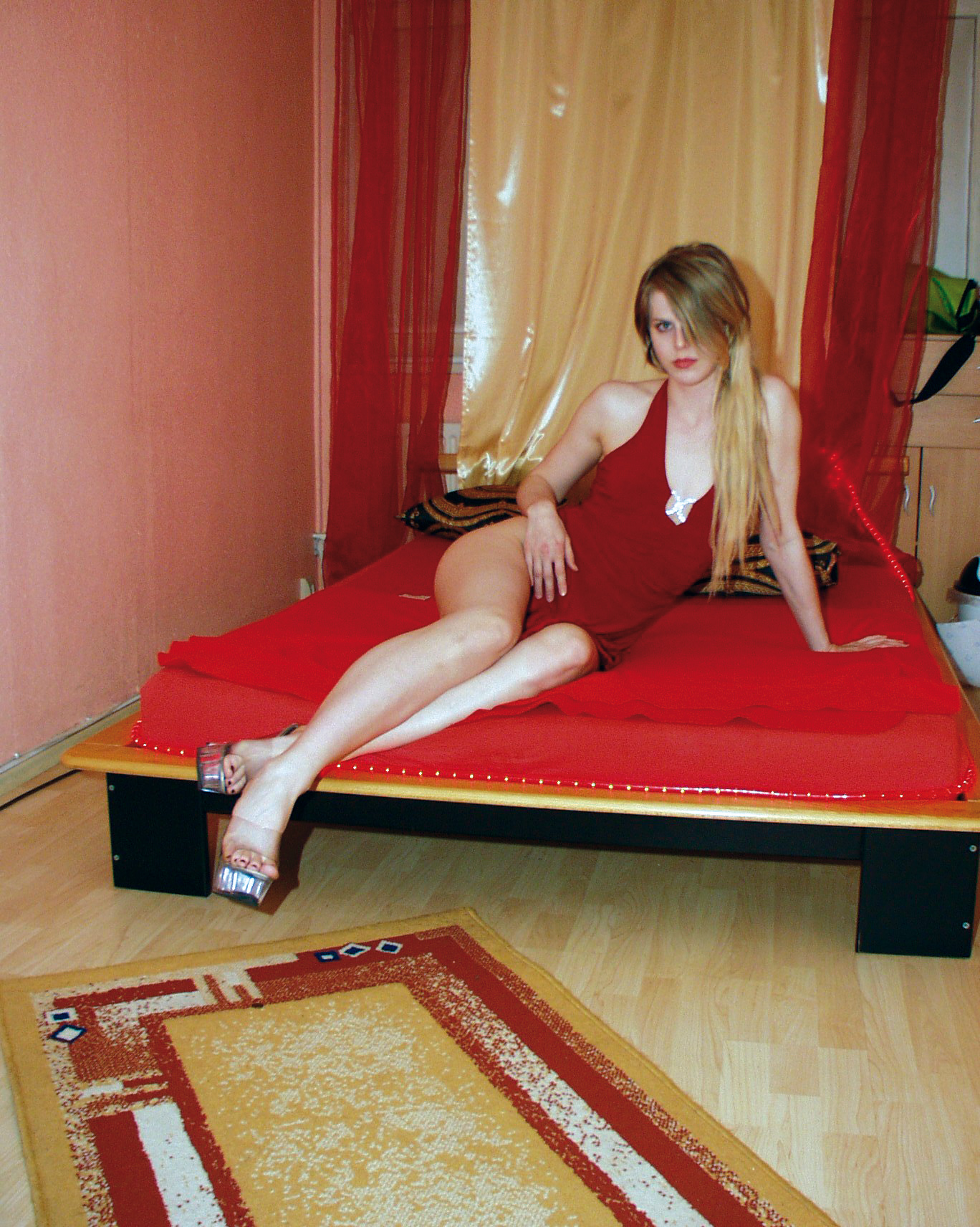
El lloguer i venda de cossos femenins, per al sexe o la procreació, només es dona a societats masclistes

  - El capital simbòlic patriarcal i masculí
  - La cultura de la violació i el dret sexual masculí
- L'androcentrisme
- L'universalisme masculí
- Lleis discriminatòries per la dona 
  - Diferència de tracte en cas d'adulteri: en algunes cultures, l'adulteri o l'embaràs abans del matrimoni són durament castigats.
  - Necessitat del permís d'un home per a realitzar activitats econòmiques.
  - Negació del dret a vot o d'altres drets civils.
  - Educació masclista des de les escoles o la pròpia família.
  - Assassinats de dones per ser "bruixes".
- Discriminació en l'àmbit religiós, en països de predomini musulmà, en determinades branques del cristianisme (com el mormonisme o el catolicisme), en els ortodoxos jueus, en l'hinduisme…
- Divisió sexista del treball. Els homes ocupen llocs més importants. Per exemple, a Catalunya, en 2007 el homes ocupaven un 92% dels llocs de treball en càrrecs d'alta direcció de grans empreses, un 97% de llocs com a consellers d'empreses IBEX 35 i un 98% en presidències de Cambres de Comerç i llocs similars. També es refereix a un pagament de salari menor a les dones que als homes en canvi del mateix treball.[14][15][16]
- Els mitjans de comunicació i la publicitat sexista: Cosificació de la dona, principi de la barrufeta, prova de Bechdel, prova de Finkbeiner, etc.

## Conseqüències

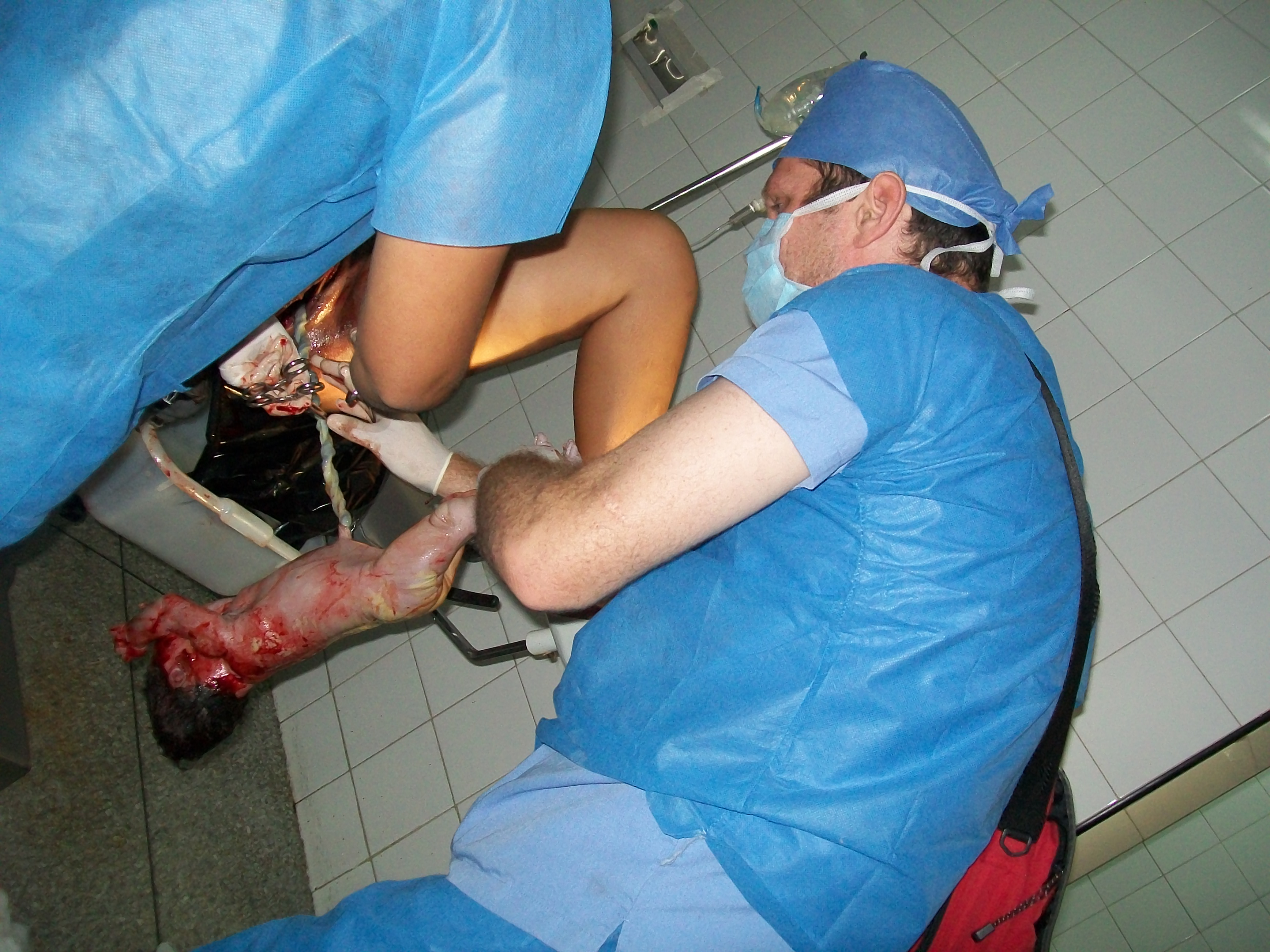
En la violència obstètrica, el personal sanitari tracta el treball del part el més ràpid i còmode per a l'equip mèdic en detriment de les persones protagonistes.

Algunes conseqüències generals són, entre d'altres, limitacions en homes i dones a causa dels seus respectius rols de gènere, cultura de la violació, cosificació de la dona, taxa rosa, baixes expectatives envers les dones, sostres de vidre, discriminació salarial o violència envers les dones (com violacions contra dones). En camps específics també n'hi ha, per exemple a la medicina és freqüent l'exclusió de les dones dels assajos clínics o si hi entren són de més mala qualitat, intervencions sanitàries excessives, l'excessiva medicació a les dones, com la medicalització dels símptomes premenstruals o l'excés de teràpia hormonal en la menopausa, tractaments innecessaris, violència obstètrica i el fet de tractar l'embaràs, la menopausa o fins i tot el ser dona com una malaltia, entre d'altres. En paraules del metge Juan Gérvas: "S'exigeix a la dona que sigui perfecta, i si no encaixa se l'ha de retocar". El masclisme sol ser causa d'homofòbia.

## Geografia del masclisme

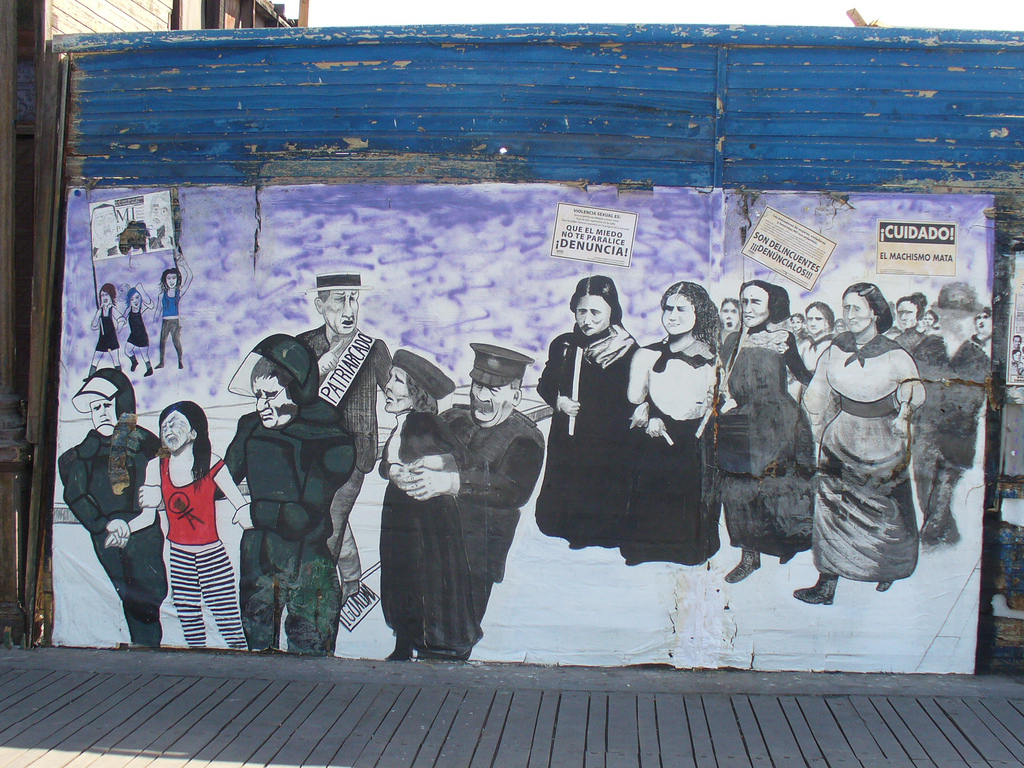
Art de carrer antimasclista: "Compte! El masclisme mata!"

A Europa, en 2017, el 44% de la població pensa que el principal paper de les dones és tenir cura de la llar i el 43% que el principal paper dels homes és guanyar diners. Només la meitat està d'acord que un home retregui als seus amics que facin una broma sexista i a tres de cada cinc no els sembla bé que un home es defineixi com a feminista. En novembre de 2017, un eurodiputat escollit democràticament, Janusz Korwin-Mikke, va culpar a les dones que "s'entesten a treballar fora de casa" de la baixa demografia europea.
Entre 2010 i 2014, a Catalunya van morir assassinades 98 dones a causa del masclisme, sent 502 les totals a l'Estat Espanyol. A Catalunya, de les 98 assassinades, 67 ho van ser a la seva pròpia casa i 64 ho van ser per les seves parelles o exparelles (feminicidi íntim). Durant els cinc anys d'anàlisi, la mitjana catalana és de 5'76 dones assassinades per cada milió, davant les 4,72 de l'Estat Espanyol. A Catalunya, una de cada tres dones que van anar en 2017 als serveis d'informació de l'Institut Català de les Dones va ser ateses per violència masclista, i gairebé un terç de les dones ha patit episodis de control abusiu per part de les seves parelles. A Catalunya els comportaments violents contra les dones es normalitzen en tots els àmbits de la societat i la cultura preventiva del masclisme és inexistent.
Al Japó, malgrat l'existència de lleis que pretenen garantir els drets de les dones, en la pràctica tampoc no aconsegueix protegir-les de tractaments desiguals.

## Inconvenients per als homes

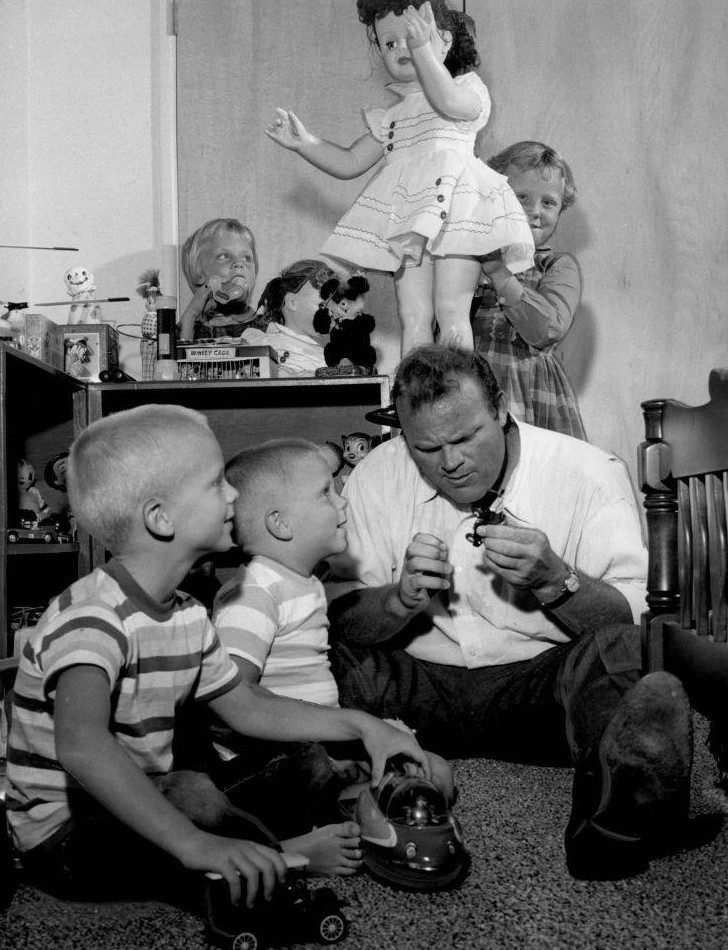
Home jugant a cotxets amb nens i nenes soles jugant a nines

El masclisme pot tenir conseqüències poc desitjables també per als homes heterosexuals cisgènere, com per exemple pagar més cares algunes assegurances, pel fet de ser-ho. La majoria estan lligades als rols de gènere i a haver de seguir els estereotips masculins, com ara no mostrar sentiments, haver de ser fort, haver de portar el pes econòmic de la llar i haver de tenir uns gustos determinats.

## Altres tipus de discriminació sexista
- Antifeminisme, femellisme, sexisme

## Alternatives
- Feminisme, noves masculinitats